# HE/RO
HE/RO (bis 2019 Die Lochis) sind ein deutsches Musik-Duo aus den Zwillingsbrüdern Heiko und Roman Lochmann (* 13. Mai 1999 in Mainz). Bekanntheit erlangten sie durch ihre YouTube-Karriere, in der sie anfänglich Songübersetzungen und Parodien von bekannten Chart-Hits sowie Comedy-Sketche veröffentlichten.

## Geschichte

### Social-Media-Karriere
Am 24. August 2011 gründeten die beiden Brüder den YouTube-Kanal DieLochis, auf dem sie zunächst vor allem Songübersetzungen und Parodien von bekannten Chart-Hits veröffentlichten. 2012 erhielten sie dafür den Publikumspreis des Deutschen Webvideopreises in der Kategorie „Newbie“. Nach diversen Fernsehreportagen und regelmäßigen Veröffentlichungen stiegen die Abonnenten- und Aufrufzahlen überdurchschnittlich. In den Folgejahren veröffentlichten sie verstärkt eigene Kompositionen.
Am 26. Oktober 2014 erreichte ihr Hauptkanal eine Million Abonnenten. Im März 2017 befand er sich auf Platz 18 der meistabonnierten YouTube-Kanäle in Deutschland.

### Erste musikalische Erfolge
Im August 2013 erreichte das Duo mit Durchgehend Online erstmals die deutschen Singlecharts. Auf dem VideoDay 2013 in der Kölner Lanxess Arena spielten sie das Lied erstmals vor Live-Publikum. Am 1. März 2014 erschien die neue Single Ich bin blank, die auf Platz 34 der deutschen Singlecharts einstieg. Das Musikvideo dazu produzierte Stefan Erpelding, der auch die Musikvideos von Y-Titty produzierte. Es folgten die Singles Sonnenschein, Mein letzter Tag, Klartext und Ab geht’s. Anfang Januar 2015 absolvierten die beiden ihre erste Live-Tour, die „Lochiversum Tour“ durch Deutschland und die Schweiz.

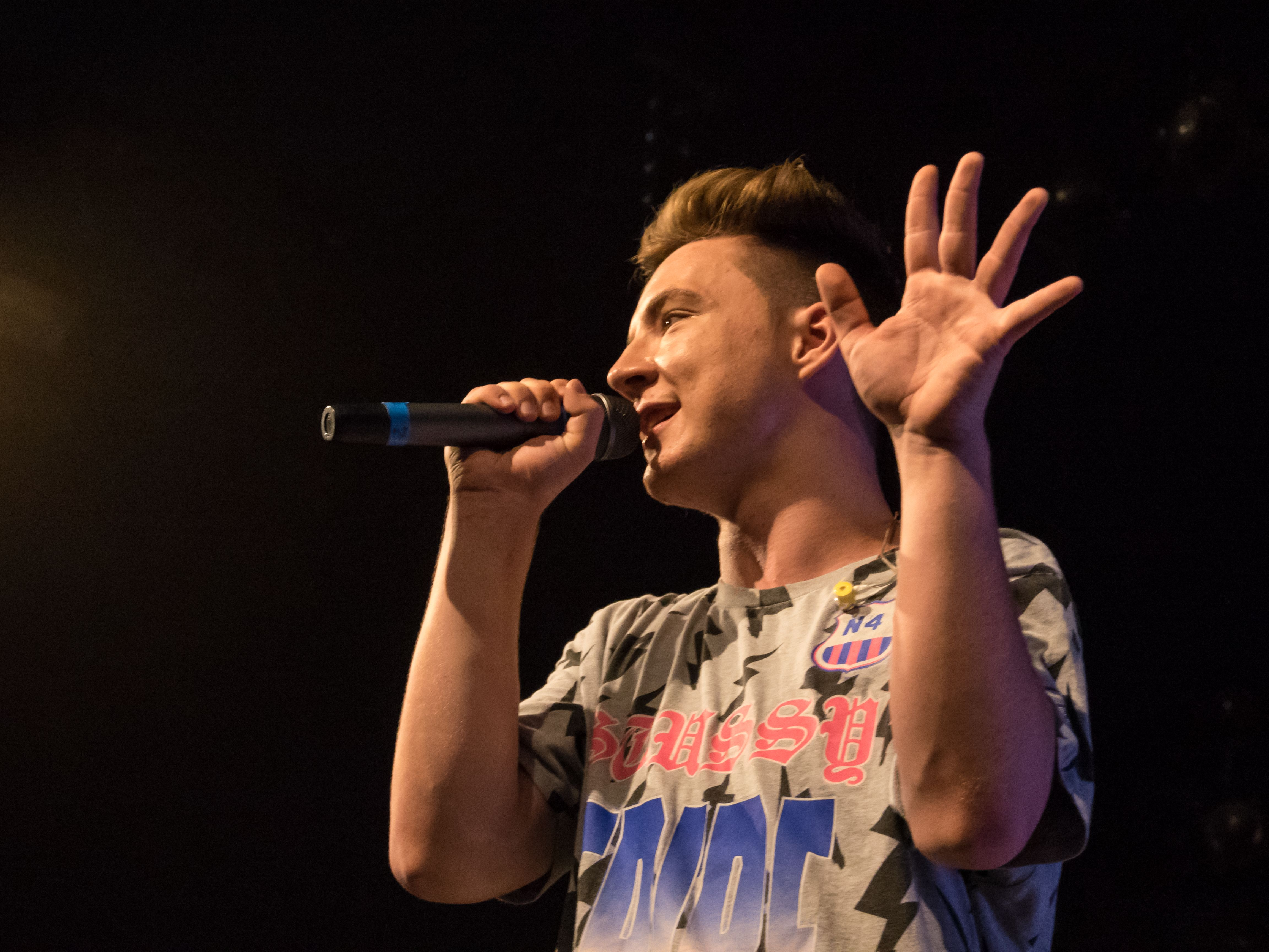
Roman
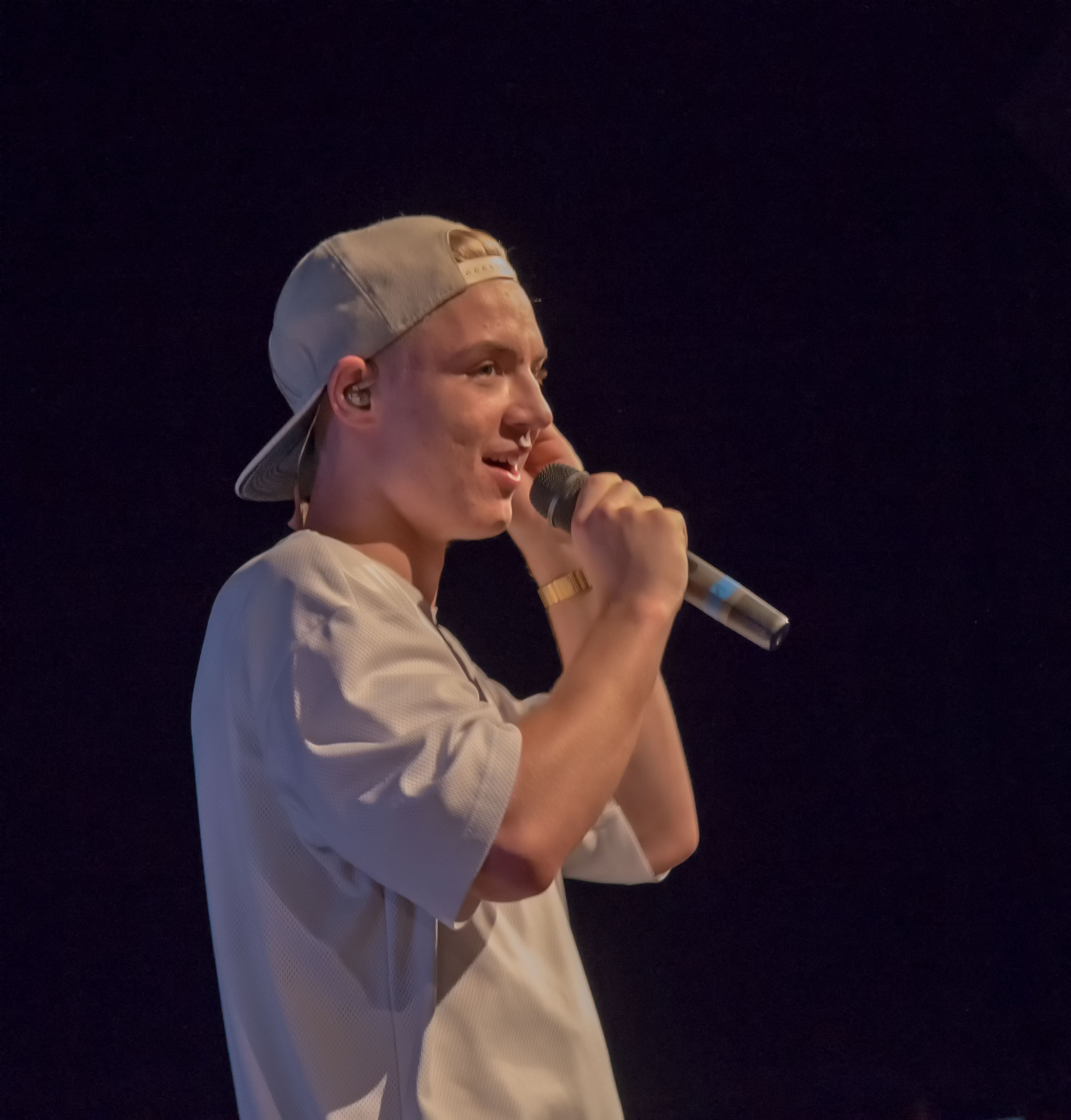
Heiko

### Auftritte in Film und Fernsehen
Am 24. Dezember 2015 kam der Kinofilm Bruder vor Luder ins Kino, bei dem die Brüder Hauptdarsteller und Regisseure sind. Die Komödie wurde von Constantin Film produziert.
Im September 2017 waren Die Lochis in sieben Folgen der Erfolgstelenovela Sturm der Liebe als Joe und Leo Sendler zu sehen.
Im Jahr 2018 nahmen die Lochis an der 11. Staffel der RTL-Show Let’s Dance teil, wobei Heiko Lochmann den 11. Platz zusammen mit Kathrin Menzinger erreichte, Roman hingegen den 8. Platz im Duo mit Katja Kalugina. 2018 wirkten sie auch beim RTL Ninja Warrior Germany Promi-Special für den RTL-Spendenmarathon mit.
Im Juli 2020 kam ihr im Europa-Park gedrehter Film Takeover – Voll Vertauscht in die deutschen Kinos.
Im Mai 2024 haben sie den zweiten Platz (als flip flops) bei der ProSieben-Show The Masked Singer belegt.

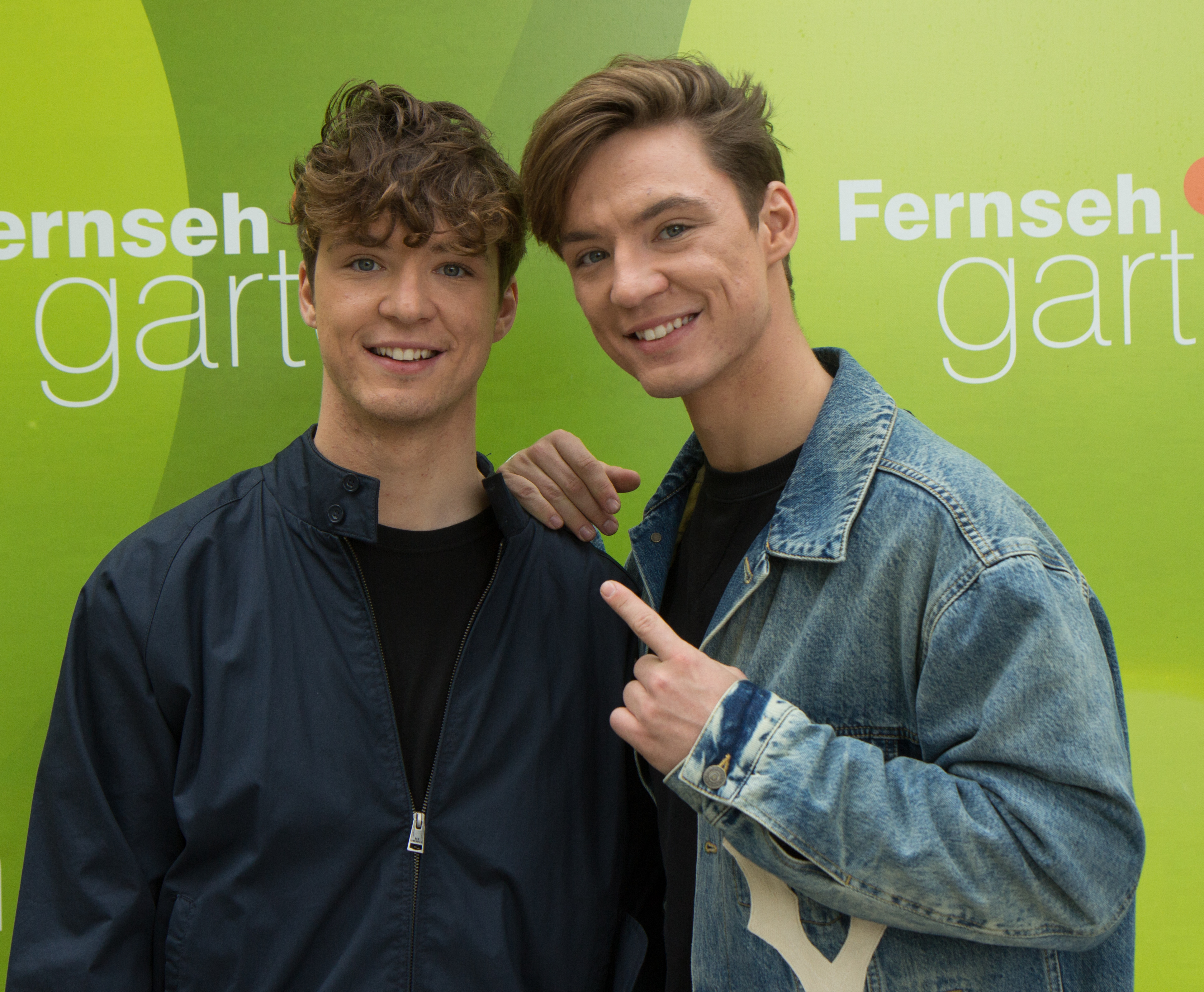
Roman und Heiko im ZDF-Fernsehgarten
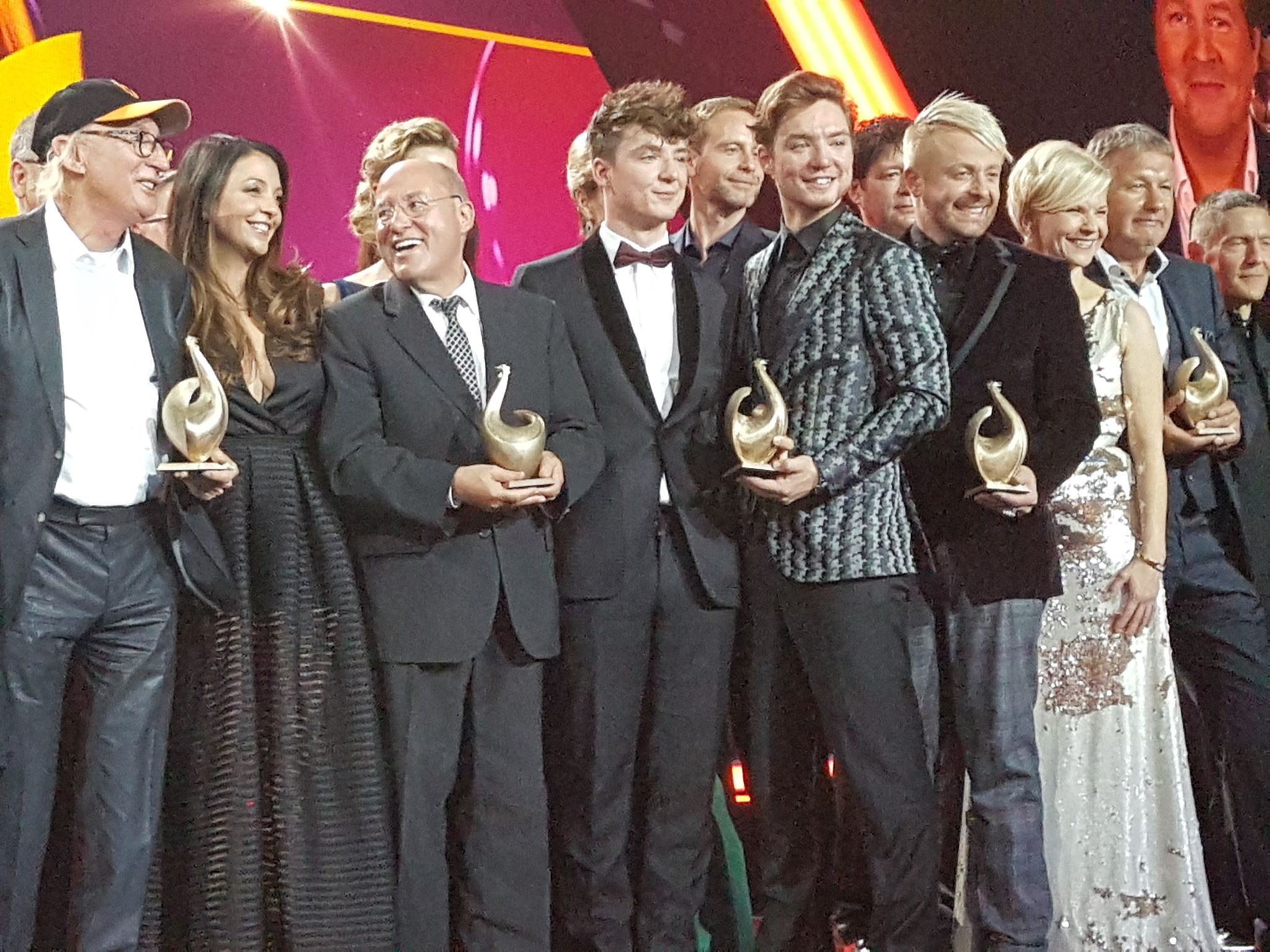
Roman und Heiko bei der Verleihung der Goldenen Henne

### Berufliche Trennung und Fortsetzung als HE/RO

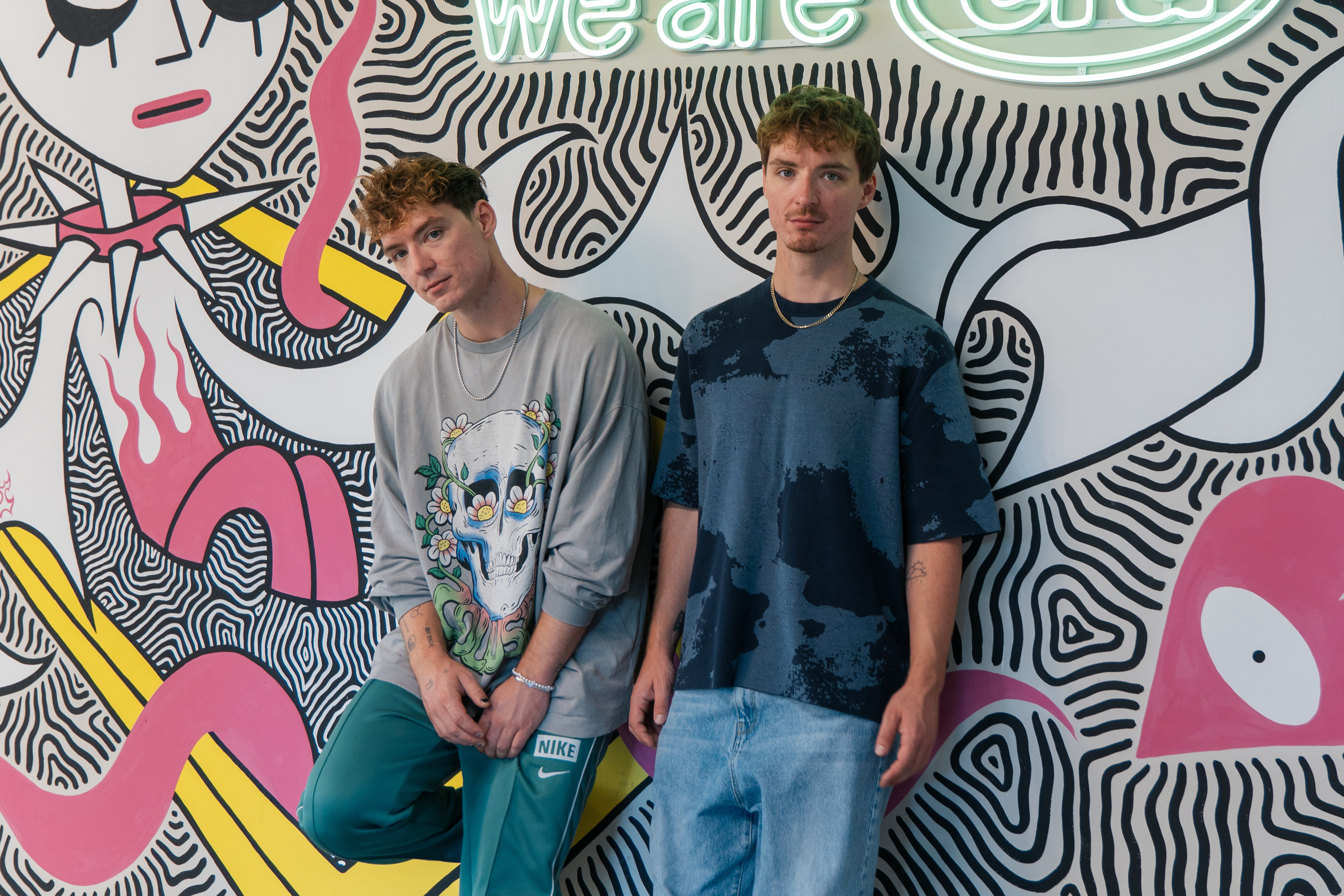
HE/RO (2023)

Am 11. Mai 2019 gaben Die Lochis bekannt, dass sie sich voraussichtlich im September 2019 beruflich trennen werden. Sie erklären in einem auf YouTube veröffentlichten Video, dass sie „dieses Kapitel schließen“ wollen, aber „nicht das ganze Buch“. Am 11. Oktober 2019 veröffentlichten die beiden Brüder ihr biografisches Buch Willkommen Realität: Die Lochis erzählen ihre Geschichte. Am 31. August 2019 hatten sie bereits einen gleichnamigen Song veröffentlicht.
Ende 2020 gaben die Zwillinge bekannt, dass sie unter dem neuen Namen HE/RO weiter Musik machen und veröffentlichten am 15. Januar 2021 ihren ersten Song Siehst du mich. Am 13. Mai 2022 kam zu ihrem 23. Geburtstag das Debütalbum Teen Star Dilemma als HE/RO heraus, das ihren biografischen Hintergrund als Ex-Teenstars, die in der Musikbranche Fuß fassen wollen, beleuchtet.

## Engagement
Seit 2014 engagieren sich Heiko und Roman Lochmann als Kampagnenbotschafter für die internationale Aufklärungsinitiative Jugend gegen AIDS. Dabei sind sie jedes Jahr Teil der jährlichen Kampagne der Organisation und wirkten unter anderem an FAQ YOU – Ein Aufklärungsbuch, das die Organisation zum Welt-AIDS-Tag 2019 veröffentlichte. Angesprochen auf das Engagement sagten die beiden 2016 zur BILD: „Verhütung ist ein Thema, was uns alle immer angeht. Aids ist eine reale Gefahr, auch wenn es aus den Massenmedien weitgehend verschwunden ist. Wir wollen bei der Aufklärung mitwirken und freuen uns, auch dieses Jahr wieder Teil von Jugend gegen Aids zu sein.“
2015 waren die Lochis Mitglieder der Jury, die das Kofferwort Smombie zum Jugendwort des Jahres wählte.
Im August 2018 wurden Die Lochis von der Hessischen Landesregierung in den Rat für Digitalethik berufen.

## Diskografie
Studioalben
| Jahr           | Titel Musiklabel                             | Höchstplatzierung, Gesamtwochen, AuszeichnungChartplatzierungen (Jahr, Titel, Musiklabel, Platzierungen, Wochen, Auszeichnungen, Anmerkungen) | Höchstplatzierung, Gesamtwochen, AuszeichnungChartplatzierungen (Jahr, Titel, Musiklabel, Platzierungen, Wochen, Auszeichnungen, Anmerkungen) | Höchstplatzierung, Gesamtwochen, AuszeichnungChartplatzierungen (Jahr, Titel, Musiklabel, Platzierungen, Wochen, Auszeichnungen, Anmerkungen) | Anmerkungen                                               |
| Jahr           | Titel Musiklabel                             | DE | AT | CH | Anmerkungen                                               |
| -------------- | -------------------------------------------- | --- | --- | --- | --------------------------------------------------------- |
| als Die Lochis |                                              | | | |                                                           |
|                |                                              | | | |                                                           |
| 2016           | #Zwilling Department Musik (WMG)             | DE1 Gold · (27 Wo.)DE | AT1 Gold · (23 Wo.)AT | CH4 (7 Wo.)CH | Erstveröffentlichung: 19. August 2016 Verkäufe: + 107.500 |
| 2018           | #whatislife Warner Music (WMG)               | DE3 (12 Wo.)DE | AT3 (4 Wo.)AT | CH17 (3 Wo.)CH | Erstveröffentlichung: 31. August 2018                     |
| 2019           | Kapitel X Warner Music (WMG)                 | DE4 (5 Wo.)DE | AT10 (3 Wo.)AT | CH25 (1 Wo.)CH | Erstveröffentlichung: 13. September 2019                  |
| als HE/RO      |                                              | | | |                                                           |
|                |                                              | | | |                                                           |
| 2022           | Teen Star Dilemma Columbia Records (Sony)    | DE13 (1 Wo.)DE | AT18 (1 Wo.)AT | CH70 (1 Wo.)CH | Erstveröffentlichung: 13. Mai 2022                        |
| 2025           | Kein Grund zur Panik Columbia Records (Sony) | DE9 (1 Wo.)DE | AT6 (1 Wo.)AT | CH98 (1 Wo.)CH | Erstveröffentlichung: 17. Januar 2025                     |

## Auszeichnungen
| Jahr | Auszeichnung                         | Nominierung                                              | Resultat  |
| ---- | ------------------------------------ | -------------------------------------------------------- | --------- |
| 2012 | Webvideopreis                        | „Newbie“ (Publikumspreis)                                | Gewonnen  |
| 2013 | Webvideopreis                        | LOL                                                      | Nominiert |
| 2014 | PlayAward                            | Comedy                                                   | Gewonnen  |
| 2014 | Webvideopreis                        | NowPlaying                                               | Nominiert |
| 2015 | Nickelodeon Kids’ Choice Awards 2015 | Lieblings-Videoblogger: Deutschland, Österreich, Schweiz | Nominiert |
| 2017 | Goldene Kamera Digital Award         | #MusicAct                                                | Gewonnen  |
| 2017 | Webvideopreis                        | Original Song                                            | Gewonnen  |
| 2017 | Webvideopreis                        | Person of the Year Male                                  | Nominiert |
| 2017 | Echos                                | Newcomer national mit dem Album #Zwilling                | Nominiert |
| 2017 | Echos                                | Band Pop national mit dem Album #Zwilling                | Nominiert |
| 2017 | Webvideopreis                        | Austrian Video Award Ehrenpreis                          | Gewonnen  |
| 2018 | Goldene Henne                        | „#onlinestars“ (Publikumspreis)                          | Gewonnen  |
| 2019 | Nickelodeon Kids’ Choice Awards 2019 | Lieblings-Sänger/-in: Deutschland Österreich, Schweiz    | Nominiert |
| 2019 | Nickelodeon Kids’ Choice Awards 2019 | Lieblings-Duo: Deutschland, Österreich, Schweiz          | Gewonnen  |